# Doreen Massey (femme politique)
Pour les articles homonymes, voir Massey et Doreen Massey.
Doreen Elizabeth Massey, baronne Massey de Darwen (née le 5 septembre 1938 et morte le 20 avril 2024), est une femme politique britannique, membre travailliste de la Chambre des lords de 1999 à sa mort.

## Biographie
Doreen Massey fait ses études à l'université de Birmingham (BA, DipEd, vice-président de l'Union des étudiants, hockey et cricket blues) et à l'université de Londres (MA).
Ancienne enseignante et conseillère pédagogique, elle est directrice de l'Association de planification familiale de 1989 à 1994. Elle est créée pair à vie en tant que baronne Massey de Darwen, de Darwen dans le comté de Lancashire le 26 juillet 1999. Elle est présentée le 1er novembre 1999 à la Chambre des lords où elle est membre du groupe parlementaire multipartite pour les soins de santé intégrés et complémentaires.
Elle est associée honoraire de la National Secular Society et secrétaire du All Party Parliament Humanist Group.